# Aix-en-Provence
Aix-en-Provence je lječilišni grad na jugu Francuske, sjedište istoimene nadbiskupije. Smješten je 25 kilometara sjeverno od Marseillea. Poznat je po sveučilištu, otvorenom 1409., i izvorima termalne vode. Broji oko 150 000 stanovnika.

## Vanjske poveznice
|  | Zajednički poslužitelj ima još gradiva o temi Aix-en-Provence |